# Mohammed Djetei
Mohammed Djetei Camara (Yaoundé, 1994. augusztus 18. –) kameruni válogatott labdarúgó, aki jelenleg a Tarragona játékosa.

## Pályafutása
Tagja volt a győztes válogatottnak, amely a 2017-es afrikai nemzetek kupáján vett részt.

## Sikerei, díjai
- Kamerun
  - Afrikai nemzetek kupája: 2017